# 晏平 (年号)
晏平（或作宣平；306年六月－310年）是十六国时期成武帝李雄的第二个年号，共计5年。

## 纪年
| 晏平 | 元年  | 二年  | 三年  | 四年  | 五年  |
| ---- | ----- | ----- | ----- | ----- | ----- |
| 公元 | 306年 | 307年 | 308年 | 309年 | 310年 |
| 干支 | 丙寅  | 丁卯  | 戊辰  | 己巳  | 庚午  |

## 参看
- 中国年号索引
- 同期存在的其他政权年号
  - 元熙（304年十月－308年九月）：汉光文帝刘渊的年号
  - 永兴（304年十二月－306年六月）：西晋惠帝司马衷的年号
  - 光熙（306年六月-十二月）：西晋惠帝司马衷的年号
  - 永嘉（307年－313年四月）：西晋怀帝司馬熾的年号
  - 永凤（308年十月－309年四月）：汉光文帝刘渊的年号
  - 河瑞（309年五月－310年六月）：汉光文帝刘渊的年号
  - 光兴（310年七月－311年五月）：汉昭武帝刘聪的年号